# Colobothea socia
Colobothea socia är en skalbaggsart som beskrevs av Charles Joseph Gahan 1889. Colobothea socia ingår i släktet Colobothea och familjen långhorningar. Inga underarter finns listade i Catalogue of Life.